# Bruce Palmer
Pour les articles homonymes, voir Palmer.
Bruce Palmer Jr., né le 13 avril 1913 à Austin et mort le 10 octobre 2000 à Fairfax, est un général américain de l'armée de terre américaine.
Il a commandé le 18e corps aéroporté pendant l'opération Power Pack (Seconde occupation de la République dominicaine par les États-Unis), la II Field Force, Vietnam (en) pendant la guerre du Viêt Nam, et a été Chef d'état-major de l'armée de terre des États-Unis de juillet à octobre 1972.